# Pagan metal
Genres associés
Viking metal

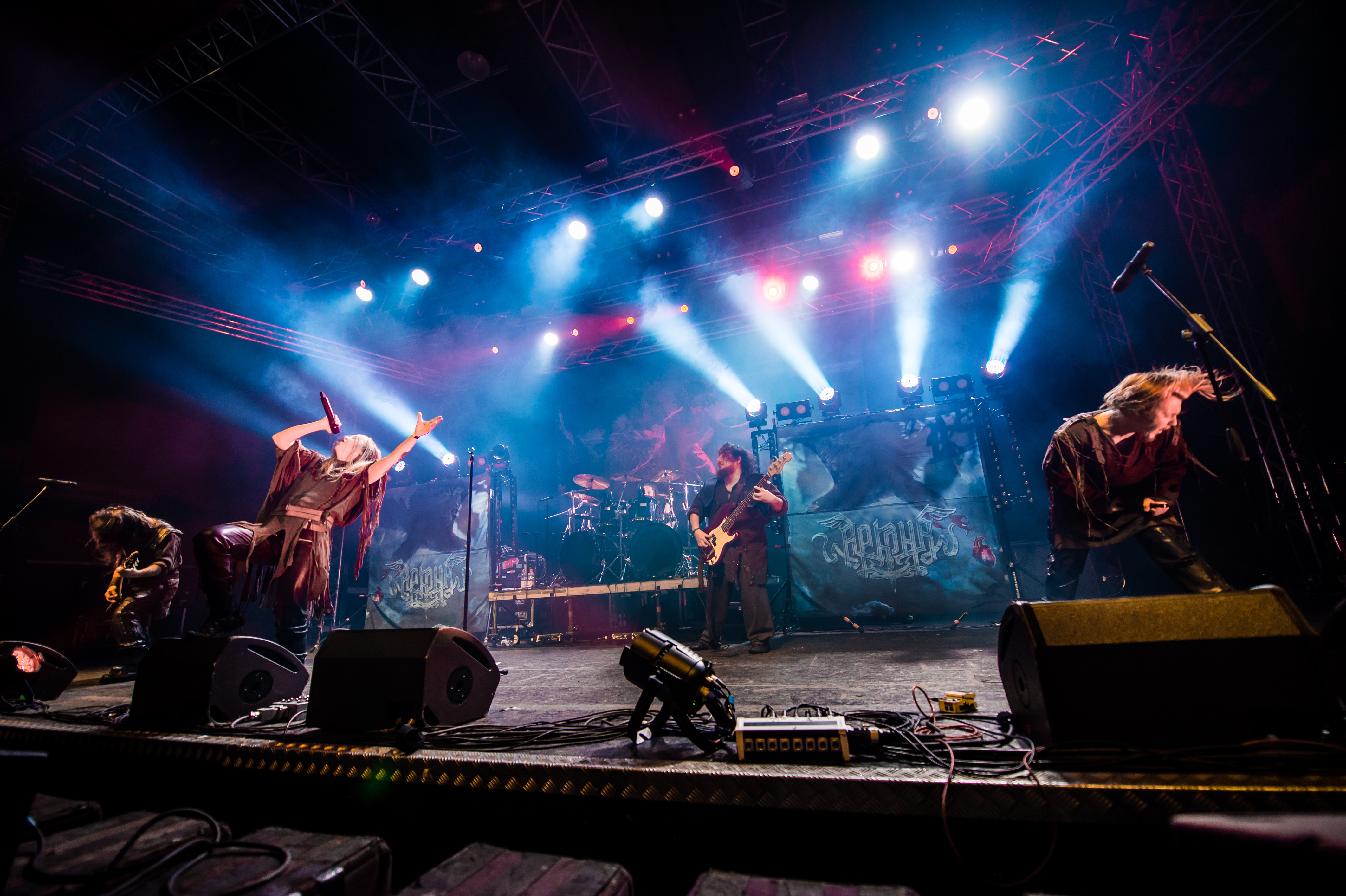
Arkona sur scène au Ruhrpott Metal Meeting en 2015.

Le pagan metal est un sous-genre musical du heavy metal, mélangeant le metal avec le néopaganisme, au travers de mélodies rustiques, instruments peu communs et langues archaïques. Le groupe norvégien In the Woods... fut un des premiers groupes vu comme un groupe de pagan metal. Le journaliste Marc Halupczok du magazine Metal Hammer estime que la chanson To Enter Pagan (sur l'album Spirit the Earth Aflame en 2000) du groupe irlandais Primordial a contribué à définir ce genre musical.

## Caractéristiques
Le pagan metal est du folk metal avec des éléments de metal extrême, principalement de black metal et death metal mélodique.

## Liste de groupes
| Groupe            | Pays               | Année de formation |
| ----------------- | ------------------ | ------------------ |
| Amorphis          | Finlande           | 1990               |
| Arkona            | Russie             | 2002               |
| Bathory           | Suède              | 1983               |
| Belenos           | France             | 1995               |
| Burzum            | Norvège            | 1991               |
| Eluveitie         | Suisse             | 2002               |
| Ensiferum         | Finlande           | 1995               |
| Fejd              | Suède              | 2001               |
| Fferyllt          | Russie             | 2003               |
| Finntroll         | Finlande           | 1997               |
| Heimdalls Wacht   | Allemagne          | 2004               |
| In the Woods...   | Norvège            | 1992               |
| Ithilien          | Belgique           | 2005               |
| Kampfar           | Norvège            | 1994               |
| Kivimetsän Druidi | Finlande           | 2002               |
| Korpiklaani       | Finlande           | 1993               |
| Kroda             | Ukraine            | 2003               |
| Melechesh         | Israel             | 1993               |
| Moonsorrow        | Finlande           | 1995               |
| Primordial        | Irlande            | 1991               |
| Skyclad           | Angleterre         | 1990               |
| Skyforger         | Lettonie           | 1995               |
| Suidakra          | Allemagne          | 1994               |
| Turisas           | Finlande           | 1997               |
| Týr               | Îles Féroé         | 1998               |
| Welicoruss        | République tchèque | 2005               |
| Wintersun         | Finlande           | 2003               |
| Wolfchant         | Allemagne          | 2003               |
| ZNICH             | Belarus            | 1996               |